# Бекман, Игорь Николаевич
Игорь Николаевич Бекман (7 июля 1941, Москва — 4 мая 2019, Москва) — российский ученый-химик, специалист в области радиохимии, физической химии и химической технологии. Заслуженный профессор Московского государственного университета имени М. В. Ломоносова.

## Биография
7 июля 1941 года родился в г. Москва.
Отец, Бекман Николай Николаевич (24.04.1890 — 20.05.1974), юрист. Окончил гимназию (г. Рославль), затем — юридический факультет Московского императорского университета (1916), участник Первой мировой войны, участник революционных событий в Москве 1917 года.
Мать, Бекман (урожд. Феофилактова) Валентина Аркадьевна (1 мая 1904, г. Сарапул, Уральской области — 3 февраля 1995, Москва) — химик: фармацевт, радиохимик.
Окончила Сарапульскую школу 2-й ступени (1923) и Пермский химико-фармацевтический техникум (1925) по специальностям фармацевт-химик и химик-аналитик. Лаборант кафедры неорганической химии, затем — старший лаборант кафедры радиохимии химического факультета МГУ им. М. В. Ломоносова (1949—1968). С момента образования кафедры радиохимии (1959) работала старшим лаборантом в студенческом практикуме.
Игорь Николаевич уже в детстве при поддержке отца увлекался химией, осуществляя различные эксперименты. С 1948 по 1958 год обучался в Клязьминской (Московская область) средней школе № 3. В 1958—1959 гг. занимался в химическом кружке при МГУ, призёр двух Всесоюзных школьных олимпиад по химии. С 1958 по 1959 г. — рабочий (штамповщик, стеклодув, художник) Пушкинской фабрики Металлопластмасс (пос. Мамонтовка МО). С 1959 по 1965 г. — студент химического факультета Московского государственного университета им. М. В. Ломоносова, одновременно с 1963 по 1964 — лаборант Института физической химии АН СССР. В 1965 году окончил химический факультет Московского государственного университета им. М. В. Ломоносова и защитил дипломную работу на тему «Применение эманационного метода для изучения продуктов радиационно-термической модификации полиэтилена» (руководитель: доцент, к.х.н. Заборенко К. Б.).
С 1965 по 1982 г. — ассистент кафедры радиохимии химического факультета МГУ. В 1971 году защитил кандидатскую диссертацию на кафедре радиохимии на тему «Разработка диффузионных методов изучения структуры полимеров с использованием радиоактивных инертных газов» (научный руководитель: доцент, к.х.н. Заборенко К. Б.).
С 1982 по 1988 г. — старший научный сотрудник кафедры радиохимии химического факультета МГУ. В 1988 г. защитил докторскую диссертацию на тему «Диффузионные радиоактивные газовые зонды в исследовании структуры и транспортных свойств материалов». С 1989 г. по 1994 г. — ведущий научный сотрудник кафедры радиохимии и химической технологии МГУ. Одновременно с 1990 г. — ведущий научный сотрудник-консультант Мембранного центра Института нефтехимического синтеза РАН. С 1994 г. — профессор кафедры радиохимии химического факультета МГУ, руководитель группы экологической радиохимии.
Умер 4 мая 2019 года. Прах захоронен на Ваганьковском кладбище.

## Научные исследования
Область научных исследований: физическая химия, радиохимия.
Основные научные интересы И. Н. Бекмана были связаны с теорией диффузии в гетерогенных средах, изучением диффузионных процессов в твердых телах, методами диффузионного газового зонда в диагностике материалов, газоразделением планарными адсорбентами, а также изучал аппараты регулярной структуры, методы качающейся адсорбции, мембраны и мембранные процессы, мембранные реакторы, химическую экологию, математическое моделирование процессов.
Направления научных исследований: состояние и миграция радионуклидов в природных и техногенных средах; массоперенос в аппаратах регулярной структуры и интегрированных системах химической технологии; новые материалы экологического назначения, диффузия в гетерогенных активных средах; диффузия радиоактивных газов в твердых телах; изотопы водорода в металлах и керамике; материалы для атомных реакторов и термоядерных установок; диффузионно-структурный анализ твердых тел и твердофазных процессов; томография на радиоактивных диффузионных газовых зондах; мембранные абсорберы, экстракторы и реакторы.
Он является основателем диффузионной микротомографии и создателем современной теории диффузии в неоднородных (техногенных и природных) средах, мембранно-абсорбционных интегральных систем и процессов в водородной энергетике.
Научно-исследовательская деятельность группы экологической радиохимии под руководством Игоря Николаевича велась по следующим по темам: 1. Изучение состояния и миграции радионуклидов и токсинов в окружающей среде 2. Разработка новых материалов и технологических систем экологического назначения 3. Радон в природных средах и в среде обитания человека 4. Диффузия газов в твердых телах 5. Разработка и применение метода радиоактивного диффузионного газового зонда для диагностики твердых тел и твердофазных процессов.
Новые методики разделения и концентрирования радионуклидов применены для мониторинга радионуклидов в природных средах. В ходе экспедиций изучен характер распределения природных и техногенных радионуклидов в водах и в воздухе в Азовском, Чёрном, Каспийском и Белом морях и в водах озера Байкал. В ходе экспедиционных работ существенное внимание уделяли проблеме распространения природных источников изотопов радона (гейзеров, подводных вулканов, «черного песка» и т. п.) в морских акваториях, а также в Горном Алтае и на Камчатке.
Предложенные методики одновременного мониторинга всех изотопов радона использованы при решении проблемы радонозащищенного жилища.

## Педагогическая деятельность
В МГУ И. Н. Бекман читал следующие курсы лекций:
- фундаментальная и прикладная радиохимия[12];
- ядерная индустрия и промышленная радиохимия[13], экологическая радиохимия и радиоэкология[14];
- радиационная и ядерная медицина[15], медицинская радиохимия[15]; радиоактивные элементы[16];
- математика диффузии[17];
- мембранная технология;
- информатика, обработка и интерпретация результатов химического эксперимента;
- диффузионное материаловедение.

Под его руководством подготовлено 43 дипломных работы, 18 кандидатских диссертаций, 5 докторских диссертаций.
Автор 18 учебников по темам 1. Радиохимия, 2. Диффузионные явления, 3.Атомная и ядерная физика, 4. Радиоактивные элементы, 5. Ядерная индустрия, 6. Ядерная медицина, 7. Радиоэкология, 8. Динамические системы и др.

## Основные труды
Автор 333 научных работ, из них — 7 коллективных монографий (5 на английском языке), 19 патентов.

### Монографии и обзоры
1. Бекман И. Н., Габис И. Е., Компаниец Т. Н., Курдюмов А. А., Лясников В. Н. Исследование водородопроницаемости в технологии производства изделий электронной техники // Обзоры по электронной технике, сер.7: Технология, организация производства и оборудование. — 1985. — Вып. 1 (1084).
2. Балек В., Тельдеши Ю. Диффузия в дефектных средах // Эманационно-термический анализ / Пер. с англ. И. Н. Бекмана. — М.: Мир, 1986. — С. 291—308.
3. Бекман И. Н. Феноменологическое описание диффузии в дефектных средах // Взаимодействие водорода с металлами / Ред. А. П. Захаров. — М.: Наука, 1987. — С. 143—177.
4. Beckman I. N., Romanovskii I. P., Balek V. Synthetic polymeric membranes  / Eds. B. Sedláček, J. Kohovec. — Berlin-New-York: Walter de Gueyter, 1987. — P. 355—361. — ISBN 9783110867374.
5. Beckman I. N., Shviryaev A. A., Balek V. Use of computing programmes for evaluating results of diffusion experiments // Synthetic polymeric membranes / Eds. B. Sedláček, J. Kohovec. — Berlin-New-York: Walter de Gueyter, 1987. — P. 363—375. — ISBN 9783110867374.
6. Бекман И. Н., Романовский И. П. Феноменологическая теория диффузии в гетерогенных средах и её применение для описания процессов мембранного разделения // Успехи химии. — 1988. — Т. 57, № 6. — С. 944—958.
7. Beckman I. N. Unusual membrane prosesses: non-steady state regims, nonhomogeneous and moving membranes // Polymeric gas separation membranes / Eds. D. R. Paul, Y. P. Yampolskii. — Boca Raton, Florida, USA: CRC Press, 1994. — P. 301—352. — ISBN 9780849344152.

## Общественная и политическая деятельность
Приглашенный профессор:
- Карлов университет, физико-математический факультет, Прага, Чехия.
- Мюнхенский технический университет, кафедра экологической химии, Германия.
- Стелленбосский университет, Кейптаун, ЮАР.
- Казахский национальный университет им. Аль-Фараби.
- Северо-западный университет, факультет естественных наук, Претория, ЮАР.

Член трех докторских диссертационных Советов по специальностям: 1. Радиохимия; 2. Химия твердого тела и физика конденсированного состояния; 3. Физическая химия.
Руководитель геофизических и морских экологических экспедиций (19 экспедиций).

## Премии и награды
- 4 премии на конкурсах научных работ химического факультета МГУ;
- Государственная научная стипендия (1994—1997);
- гранты СОРОС (1993—1995);
- стипендия немецкой службы академических обменов (DAAD, 1996);
- стипендия Вильсона от фонда Опенгеймера, ЮАР (1998—1999);
- научная стипендия НАТО (2000—2001);
- грант фонда Инициатива по сокращению ядерной угрозы (Nuclear Threat Initiative, NTI) — 2004.
- Почётная грамота Министерства образования и науки РФ-2005.
- Заслуженный профессор МГУ (2006).

## Семья
Жена — Бекман (Гинзбург) Эдит Мироновна, окончила химический факультет МГУ, биохимик, кандидат биологических наук, старший научный сотрудник Института физико-химической медицины.
Дочь — Бекман Наталья Игоревна, окончила химический факультет МГУ, биотехнолог, кандидат химических наук, старший научный сотрудник НИИ биологического приборостроения.
Внук — Емелин Антон Евгеньевич, окончил МИФИ, факультет теоретической и экспериментальной физики, кафедра медицинской физики, художник по компьютерной графике.